# Marta Grande
Marta Grande (Civitavecchia, 22 novembre 1987) è una politica italiana, deputata alla Camera nella XVII e XVIII legislatura della Repubblica Italiana, eletta con il Movimento 5 Stelle per poi seguire la scissione di Luigi Di Maio in Insieme per il futuro nel 2022.

## Biografia
Nata a Civitavecchia, dove si è diplomata al liceo scientifico nel 2006 con 87/100, si laurea in Lingue e commercio internazionale presso l'Università dell'Alabama per poi continuare gli studi con un master universitario di primo livello in European Studies ("studi europei") presso la Luiss Guido Carli nel 2011. È laureata anche in "Relazioni internazionali" presso l'Università degli Studi Roma Tre.

### Attività politica

#### Elezione a deputato
Il 3-6 dicembre 2012 si candida alle cosiddette "elezioni Parlamentarie" del Movimento 5 Stelle, una procedura per la selezione dei candidati alle elezioni politiche del febbraio 2013. Candidata alle politiche, è stata eletta alla Camera dei deputati per la circoscrizione Lazio 1 nella lista Movimento 5 Stelle: la proclamazione formale è avvenuta il 5 marzo 2013, quindi l'insediamento ufficiale è avvenuto il successivo 15 marzo, giorno in cui è iniziata la XVII Legislatura.
Dal 7 maggio 2013 è membro della 3ª Commissione Affari esteri e comunitari. Da luglio 2013 è membro del comitato permanente sulla politica estera e relazioni esterne dell'Unione Europea, mentre dal 2015 è membro e segretario del comitato permanente sui diritti umani e membro del comitato permanente sull'attuazione dell'agenda 2030 e gli obiettivi di sviluppo sostenibile.
Da ottobre 2014 è capogruppo per il Movimento 5 Stelle nella Commissione parlamentare d'inchiesta sul rapimento e sulla morte di Aldo Moro.
Alle elezioni politiche del 2018 viene rieletta deputata, sia pure nella circoscrizione Lazio 2.
Dal giugno 2018 è Presidente della 3ª Commissione permanente Affari esteri della Camera dei Deputati, carica che ricopre per due anni, sino al luglio 2020. Al rinnovo biennale dell'ufficio di presidenza, infatti, non viene ricandidata, poiché gli accordi interni alla maggioranza (PD, Leu, IV e M5S), diversa da quella (M5S e Lega) che l'aveva eletta, prevedano l'elezione dello storico esponente PD, Piero Fassino.
Nel giugno 2021 viene eletta Presidente della delegazione italiana presso l’Assemblea parlamentare del Consiglio d'Europa ed il 21 giugno diviene inoltre vice-presidente della stessa Assemblea. Dal 18 luglio dello stesso anno diviene Presidente.
Il 21 giugno 2022 segue la scissione di Luigi Di Maio dal Movimento 5 Stelle, a seguito dei contrasti tra lui e il presidente del M5S Giuseppe Conte, per aderire a Insieme per il futuro (Ipf).
Alle elezioni europee del 2024 si candida con Pace Terra Dignità, lista pacifista promossa da Michele Santoro, raccogliendo circa 880 preferenze nella circoscrizione centrale piazzandosi penultima e senza essere eletta.

## Controversie
Il 15 marzo 2013 il quotidiano Libero avanza dubbi circa la validità, in Italia, dei titoli di studio esteri di Grande sostenendo che un Bachelor of Arts non equivalga ad una laurea italiana: nonostante nel curriculum vitae con cui proponeva la sua candidatura alle elezioni politiche 2013 avesse esplicitato di possedere un Bachelor of Arts il quotidiano avanza critiche rispetto alla validità di questo titolo.
Ciò genera una polemica riportata anche sui maggiori quotidiani che porta Grande a produrre documenti del possesso del bachelor e l'attestato di validità rilasciato dal consolato di Miami che "attesta a chiare lettere che il titolo ha valenza sul territorio statunitense".
Il 24 marzo, in seguito ai molti commenti sul suo profilo Facebook e sul suo blog che chiedono ulteriori chiarimenti sulla effettiva durata del suo corso di studi, Grande pubblica un secondo post in cui spiega la tempistica ed il sistema di crediti funzionante nella University of Alabama in Huntsville, riportando un "attestato di frequenza" compilato dalla sua tutor americana.
Durante un suo intervento alla Camera dei Deputati del Parlamento Italiano in data 24 giugno 2014, in qualità di portavoce del suo gruppo, chiedeva al Governo Italiano di intervenire nella questione Ucraina e impegnarsi affinché le atrocità di quel conflitto avessero termine.
Verso il finale del suo intervento contro il Governo Ucraino l’Onorevole Marta Grande chiede un intervento del Governo Italiano mostrando erroneamente una foto tratta da un film. L’intervento fa capire che pensasse che la foto fosse originale, la stessa rappresentava  l’immagine di un soldato con un braccio in mano: “la foto di un soldato Ucraino mentre tiene tra le mani sogghignando in modo ineffabile il braccio semi carbonizzato di una donna. Chiediamo a questo Governo signor Presidente di impedire che l’Italia venga accostata e considerata tanto debole da non sapersi opporre a politiche scellerate che possono riassumersi tutte in quella singola, terribile immagine”. Le immagini in questione provenivano in realtà da un film horror. in un'intervista ammetterà di aver scelto il riferimento fotografico sbagliato.